# UCI Europe Tour

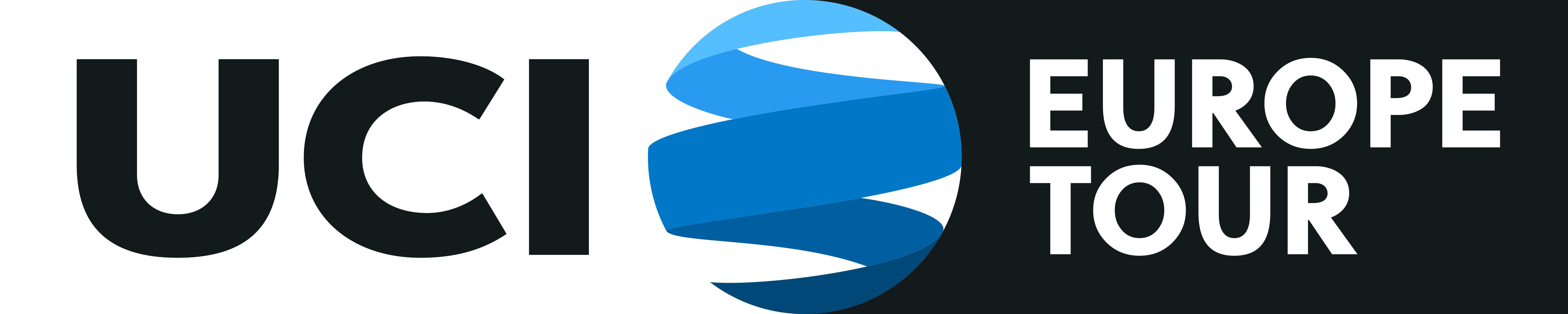
Logo da UCI Europa Tour

O UCI Europe Tour é uma das competições de ciclismo de estrada masculina na que está dividida os Circuitos Continentais da UCI. Como indica seu nome, faz referência às competições ciclistas profissionais realizadas em Europa que estão dentro destes Circuitos Continentais bem como às equipas ciclistas UCI ProTeam (segunda categoria) e Continentais (terceira categoria) registados em dito continente.
A qualidade e complexidade das competições é o que determina a categoria da mesma e a quantidade de pontos outorgados aos Vencedores. As categorias da UCI por nível que se disputam neste "Tour" são:
- Provas de etapas: 2.1, 2.2 e 2.ncup
- Provas de um dia: 1.1 e 1.2
- Campeonatos Continentais: CC

Mais os campeonatos nacionais que também são pontuáveis ainda que não estejam no calendário.

## Palmarés

### Individual
| Palmarés Individual UCI Europe Tour | Palmarés Individual UCI Europe Tour                   | Palmarés Individual UCI Europe Tour         | Palmarés Individual UCI Europe Tour                 | Palmarés Individual UCI Europe Tour |
| Edição                              | Vencedor individual (equipa do Vencedor)              | Segundo (equipa do segundo)                 | Terceiro (equipa do terceiro)                       |                                     |
| ----------------------------------- | ----------------------------------------------------- | ------------------------------------------- | --------------------------------------------------- | ----------------------------------- |
| 2005                                | Murilo Fischer (Naturino-Sapore di Mare)              | Stefan Van Dijk (Mr.bookmaker-Sports Tech)  | Niko Eeckhout (Chocolade Jacques-T Interim)         |                                     |
| 2005-2006                           | Niko Eeckhout (Chocolade Jacques-Topsport Vlaanderen) | Danilo Hondo (Lamonta)                      | Rinaldo Nocentini (Acqua & Sapone)                  |                                     |
| 2006-2007                           | Alessandro Bertolini (Serramenti PVC Diquigiovanni)   | Luca Mazzanti (Ceramica Panaria-Navigare)   | Martijn Maaskant (Rabobank)                         |                                     |
| 2007-2008                           | Enrico Gasparotto (Barloworld)                        | Stefano Garzelli (Acqua & Sapone)           | Mikhaylo Khalilov (Ceramica Flaminia-Bossini Docce) |                                     |
| 2008-2009                           | Giovanni Visconti (ISD-Neri)                          | Kenny Van Hummel (Skil-Shimano)             | Jimmy Casper (Besson Chaussures-Sojasun)            |                                     |
| 2009-2010                           | Giovanni Visconti (ISD-Neri)                          | Stefan Van Dijk (Verandas Willems)          | Riccardo Riccò (Vacansoleil)                        |                                     |
| 2010-2011                           | Giovanni Visconti (Farnese Vini-Neri Sottoli)         | Yauheni Hutarovich (FDJ)                    | Davide Rebellin (Miche-Guerciotti)                  |                                     |
| 2011-2012                           | John Degenkolb (Argos-Shimano)                        | Marcel Kittel (Argos-Shimano)               | Jonathan Tiernan-Locke (Endura Racing)              |                                     |
| 2012-2013                           | Riccardo Zoidl (Gourmetfein-Simplon)                  | Bryan Coquard (Europcar)                    | Davide Rebellin (CCC Polsat Polkowice)              |                                     |
| 2013-2014                           | Tom Van Asbroeck (Topsport Vlaanderen-Baloise)        | Sonny Colbrelli (Bardiani CSF)              | Davide Rebellin (CCC Polsat Polkowice)              |                                     |
| 2015                                | Nacer Bouhanni (Cofidis)                              | Edward Theuns (Topsport Vlaanderen-Baloise) | Dimitri Claeys (Verandas Willems)                   |                                     |
| 2016                                | Baptiste Planckaert (Team Katusha)                    | Timothy Dupont (Verandas Willems)           | Sonny Colbrelli (Bardiani CSF)                      |                                     |
| 2017                                | Nacer Bouhanni (Cofidis)                              | Jasper De Buyst (Lotto Soudal)              | André Greipel (Lotto Soudal)                        |                                     |
| 2018                                | Hugo Hofstetter (Cofidis)                             | Pascal Ackermann (Bora-Hansgrohe)           | Timothy Dupont (Wanty-Groupe Gobert)                |                                     |
| 2019                                | Primož Roglič (Jumbo-Visma)                           | Julian Alaphilippe (Deceuninck-Quick Step)  | Jakob Fuglsang (Astana)                             |                                     |
| 2020                                | Primož Roglič (Jumbo-Visma)                           | Tadej Pogačar (UAE Emirates)                | Wout van Aert (Jumbo-Visma)                         |                                     |
| 2021                                | Tadej Pogačar (UAE Emirates)                          | Wout van Aert (Jumbo-Visma)                 | Primož Roglič (Jumbo-Visma)                         |                                     |
| 2022                                | Tadej Pogačar (UAE Emirates)                          | Wout van Aert (Jumbo-Visma)                 | Remco Evenepoel (Quick-Step Alpha Vinyl             |                                     |
| 2023                                | Tadej Pogačar (UAE Emirates)                          | Jonas Vingegaard (Jumbo-Visma)              | Remco Evenepoel (Quick-Step Alpha Vinyl             |                                     |
| 2024                                | · ()                                                  | · ()                                        | · ()                                                |                                     |

### Equipas
| Palmarés Equipas UCI Europe Tour | Palmarés Equipas UCI Europe Tour | Palmarés Equipas UCI Europe Tour | Palmarés Equipas UCI Europe Tour | Palmarés Equipas UCI Europe Tour |
| Edição                           | Vencedor                         | Segundo                          | Terceiro                         |                                  |
| -------------------------------- | -------------------------------- | -------------------------------- | -------------------------------- | -------------------------------- |
| 2005                             | Ceramica Panaria-Navigare        | Ag2r Prévoyance                  | Comunidade Valenciana            |                                  |
| 2005-2006                        | Acqua & Sapone-Caffè Mokambo     | Unibet.com                       | Omnibike Dynamo Moscow           |                                  |
| 2006-2007                        | Rabobank Continental             | Barloworld                       | Ceramica Panaria-Navigare        |                                  |
| 2007-2008                        | Acqua & Sapone-Caffè Mokambo     | Barloworld                       | LPR Brakes-Ballan                |                                  |
| 2008-2009                        | Agritubel                        | Vacansoleil                      | Liberty Seguros Continental      |                                  |
| 2009-2010                        | Vacansoleil                      | Saur-Sojasun                     | ISD-Neri                         |                                  |
| 2010-2011                        | FDJ                              | Skil-Shimano                     | Colnago-CSF Inox                 |                                  |
| 2011-2012                        | Saur-Sojasun                     | Argos-Shimano                    | Acqua & Sapone                   |                                  |
| 2012-2013                        | Europcar                         | IAM                              | Topsport Vlaanderen-Baloise      |                                  |
| 2013-2014                        | Topsport Vlaanderen-Baloise      | Wanty-Groupe Gobert              | Cofidis, Solutions Crédits       |                                  |
| 2015                             | Topsport Vlaanderen-Baloise      | Cofidis, Solutions Crédits       | Bretagne-Séché Environnement     |                                  |
| 2016                             | Wanty-Groupe Gobert              | Direct Énergie                   | Cofidis, Solutions Crédits       |                                  |
| 2017                             | Wanty-Groupe Gobert              | Cofidis                          | Androni-Sidermec-Bottecchia      |                                  |
| 2018                             | Wanty-Groupe Gobert              | Cofidis                          | Androni Giocattoli-Sidermec      |                                  |
| 2019                             | Total Direct Énergie             | Wanty-Gobert                     | Corendon-Circus                  |                                  |
| 2020                             | Alpecin-Fenix                    | Arkéa Samsic                     | Circus-Wanty Gobert              |                                  |
| 2021                             | Alpecin-Fenix                    | Arkéa Samsic                     | TotalEnergies                    |                                  |
| 2022                             | Alpecin-Deceuninck               | Arkéa Samsic                     | TotalEnergies                    |                                  |
| 2023                             | Lotto Dstny                      | Israel-Premier Tech              | Uno-X Pro Cycling Team           |                                  |
| 2024                             |                                  |                                  |                                  |                                  |

### Países
| Palmarés Países UCI Europe Tour | Palmarés Países UCI Europe Tour | Palmarés Países UCI Europe Tour | Palmarés Países UCI Europe Tour | Palmarés Países UCI Europe Tour |
| Edição                          | Vencedor                        | Segundo                         | Terceiro                        |                                 |
| ------------------------------- | ------------------------------- | ------------------------------- | ------------------------------- | ------------------------------- |
| 2005                            | Itália                          | Espanha                         | Países Baixos                   |                                 |
| 2005-2006                       | Itália                          | Alemanha                        | Bélgica                         |                                 |
| 2006-2007                       | Itália                          | Espanha                         | Países Baixos                   |                                 |
| 2007-2008                       | Itália                          | Espanha                         | Países Baixos                   |                                 |
| 2008-2009                       | Itália                          | França                          | Espanha                         |                                 |
| 2009-2010                       | Itália                          | França                          | Espanha                         |                                 |
| 2010-2011                       | Itália                          | França                          | Países Baixos                   |                                 |
| 2011-2012                       | Itália                          | França                          | Alemanha                        |                                 |
| 2012-2013                       | França                          | Itália                          | Bélgica                         |                                 |
| 2013-2014                       | Itália                          | Bélgica                         | França                          |                                 |
| 2015                            | Itália                          | Bélgica                         | França                          |                                 |
| 2016                            | Bélgica                         | Itália                          | França                          |                                 |
| 2017                            | França                          | Itália                          | Bélgica                         |                                 |
| 2018                            | Bélgica                         | Itália                          | França                          |                                 |
| 2019                            | Bélgica                         | Itália                          | Países Baixos                   |                                 |
| 2020                            | França                          | Eslovênia                       | Bélgica                         |                                 |
| 2021                            | Bélgica                         | Eslovênia                       | França                          |                                 |
| 2022                            | Bélgica                         | Espanha                         | França                          |                                 |
| 2023                            | Bélgica                         | Dinamarca                       | Eslovênia                       |                                 |
| 2024                            |                                 |                                 |                                 |                                 |

### Países sub-23
| Palmarés Países sub-23 UCI Europe Tour | Palmarés Países sub-23 UCI Europe Tour | Palmarés Países sub-23 UCI Europe Tour | Palmarés Países sub-23 UCI Europe Tour | Palmarés Países sub-23 UCI Europe Tour |
| Edição                                 | Vencedor                               | Segundo                                | Terceiro                               |                                        |
| -------------------------------------- | -------------------------------------- | -------------------------------------- | -------------------------------------- | -------------------------------------- |
| 2005                                   | não entregue                           | não entregue                           | não entregue                           |                                        |
| 2005-2006                              | não entregue                           | não entregue                           | não entregue                           |                                        |
| 2006-2007                              | Rússia                                 | Países Baixos                          | Itália                                 |                                        |
| 2007-2008                              | Itália                                 | França                                 | Rússia                                 |                                        |
| 2008-2009                              | Bélgica                                | França                                 | Itália                                 |                                        |
| 2009-2010                              | Bélgica                                | Itália                                 | Países Baixos                          |                                        |
| 2010-2011                              | Itália                                 | França                                 | Países Baixos                          |                                        |
| 2011-2012                              | Itália                                 | Países Baixos                          | França                                 |                                        |
| 2012-2013                              | Países Baixos                          | França                                 | Itália                                 |                                        |
| 2013-2014                              | Países Baixos                          | Bélgica                                | Dinamarca                              |                                        |
| 2015                                   | Itália                                 | Países Baixos                          | Dinamarca                              |                                        |
| 2016                                   | Itália                                 | França                                 | Bélgica                                |                                        |
| 2017                                   | França                                 | Dinamarca                              | Bélgica                                |                                        |
| 2018                                   | Países Baixos                          | Bélgica                                | França                                 |                                        |
| 2019                                   | Bélgica                                | Eslovênia                              | Dinamarca                              |                                        |
| 2020                                   | Eslovênia                              | Bélgica                                | Suíça                                  |                                        |
| 2021                                   | Bélgica                                | Reino Unido                            | Itália                                 |                                        |
| 2022                                   | Bélgica                                | Espanha                                | França                                 |                                        |
| 2023                                   | Bélgica                                | França                                 | Espanha                                |                                        |
| 2024                                   |                                        |                                        |                                        |                                        |

## Corridas
No seguinte quadro mostram-se as corridas .HC (máxima categoria) ao longo da história, para o resto das competições veja-se: Corridas do UCI Europe Tour
| Corrida (nomes oficiais)                                                                                     | País      | Categoria UCI                         |
| --- | --------- | ------------------------------------- |
| Rund um Köln                                                                                                 | Alemanha  | 1.hc/1.1                              |
| Rund um den Henninger Turm-Frankfurt/Eschborn-Frankfurt City Loop/Rund um den Finanzplatz Eschborn-Frankfurt | Alemanha  | 1.hc                                  |
| Bayern-Rundfahrt                                                                                             | Alemanha  | 2.hc                                  |
| Giro de Münsterland                                                                                          | Alemanha  | 1.1/1.hc                              |
| Int. Österreich-Rundfahrt-Tour of Áustria                                                                    | Áustria   | 2.hc                                  |
| Omloop Het Nieuwsblad Elite                                                                                  | Bélgica   | 1.hc                                  |
| E3 Prijs Vlaanderen-Harelbeke (até 2011)                                                                     | Bélgica   | 1.hc (a partir do 2012 UCI WorldTour) |
| Dwars door Vlaanderen                                                                                        | Bélgica   | 1.1/1.hc                              |
| KBC-Driedaagse De Panne-Koksijde                                                                             | Bélgica   | 2.hc                                  |
| Scheldeprijs Vlaanderen                                                                                      | Bélgica   | 1.hc                                  |
| De Brabantse Pijl-A Flèche Brabançonne                                                                       | Bélgica   | 1.1/1.hc                              |
| Tour de Belgique-Ronde van België-Tour of Belgium                                                            | Bélgica   | 2.1/2.hc                              |
| Tour de Wallonie                                                                                             | Bélgica   | 2.hc                                  |
| Parijs-Brusssel-Paris-Bruxelles                                                                              | Bélgica   | 1.hc                                  |
| Grande Prêmio Impanis-Van Petegem                                                                            | Bélgica   | 1.2/1.1/1.hc                          |
| Pos Danmark Rundt-Tour of Denmark                                                                            | Dinamarca | 2.hc                                  |
| Clássica de Almeria                                                                                          | Espanha   | 1.1/1.hc/1.1                          |
| Semana Catalã                                                                                                | Espanha   | 2.hc                                  |
| Grande Prêmio Miguel Indurain                                                                                | Espanha   | 1.1/1.hc/1.1                          |
| Euskal Bizikleta                                                                                             | Espanha   | 2.hc                                  |
| Volta a Burgos                                                                                               | Espanha   | 2.hc                                  |
| Critérium Internacional                                                                                      | França    | 2.hc                                  |
| 4 Jours de Dunkerque/Tour du Nord-pas-de-Calais                                                              | França    | 2.hc                                  |
| Tour de Limusino                                                                                             | França    | 2.1/2.hc/2.1                          |
| GP de Fourmies / La Voix du Nord                                                                             | França    | 1.hc                                  |
| Tour de Vendée                                                                                               | França    | 1.hc/1.1                              |
| Paris-Tours (desde o 2008)                                                                                   | França    | 1.hc (dantes UCI ProTour)             |

| Corrida (nomes oficiais)                         | País          | Categoria UCI                                       |
| ------------------------------------------------ | ------------- | --------------------------------------------------- |
| Giro d'Emilia                                    | Itália        | 1.hc                                                |
| Troféu Laigueglia                                | Itália        | 1.1/1.hc                                            |
| Eroica/Montepaschi Strade Bianche/Strade Bianche | Itália        | 1.1/1.hc                                            |
| Grande Prêmio Bruno Beghelli                     | Itália        | 1.1/1.hc                                            |
| Giro de Lazio/Roma Maxima                        | Itália        | 1.hc/1.1                                            |
| Milano-Torino                                    | Itália        | 1.hc                                                |
| Giro do Piamonte                                 | Itália        | 1.hc                                                |
| Coppa Placci                                     | Itália        | 1.hc/1.1                                            |
| Giro do Trentino                                 | Itália        | 2.1/2.hc                                            |
| Tirreno-Adriático (só em 2008)                   | Itália        | 2.hc (dantes UCI ProTour, atualmente UCI WorldTour) |
| Tre Valli Varesine                               | Itália        | 1.hc                                                |
| Giro do Veneto                                   | Itália        | 1.hc/1.1                                            |
| Skoda-Tour de Luxembourg                         | Luxemburgo    | 2.hc                                                |
| Volta à Noruega                                  | Noruega       | 2.2/2.1/2.hc                                        |
| Arctic Race da Noruega                           | Noruega       | 2.1/2.hc                                            |
| Veenendaal-Veenendaal/Dutch Food Valley Classic  | Países Baixos | 1.hc/1.1                                            |
| Volta a Portugal                                 | Portugal      | 2.hc/2.1                                            |
| Course da Paix                                   | Chéquia       | 2.hc                                                |
| RideLondon-Surrey Classic                        | Reino Unido   | 1.2/1.1/1.hc                                        |
| GP du canton d'Argovie                           | Suíça         | 1.hc/1.1/1.hc                                       |
| Grande Prêmio de Lugano                          | Suíça         | 1.1/1.hc                                            |
| Presidential Cycling Tour of Turkey              | Turquia       | 2.2/2.1/2.hc                                        |

- Em rosa corridas desaparecidas.
- Em amarelo corridas que não se encontram no UCI Europe Tour na temporada de 2015 mas se se disputam enquadrados em outros calendários.

Cabe destacar que na maioria de temporadas a maioria destas corridas se disputam dentro do ano natural (de janeiro a outubro) com o que ainda que a temporada se divida em 2 anos neste circuito a maioria (excepto 2-3 isoladas que ocasionalmente se disputam no final de outubro ou princípios de novembro) se disputam durante o mesmo ano, concretamente durante o segundo no que se divide a temporada.

## Equipas
Um semnúmero de equipas têm feito parte de UCI Europe Tour desde a criação deste em 2005. Alguns baixaram a esta categoria depois de ser UCI ProTeam como as equipas francesas Europcar e Cofidis, ou o desaparecido Geox-TMC (anteriormente Footon-Sevetto). Outros têm ascendido a UCI ProTeam como o AG2R La Mondiale, o Vacansoleil,o Giant-Alpecin e o IAM Cycling.
De todas as equipas registadas, as equipas mais importantes são os que estão ou têm estado enquadrados na categoria Profissional Continental, sendo estes alguns dos mais destacados (os que têm participado em alguma das Grandes Voltas ou Monumentos):
| Equipa | País                 | Anos                  |
| --- | -------------------- | --------------------- |
| Ag2r Prévoyance/AG2R La Mondiale | França               | 2005                  |
| R.A.G.T. Sémences | França               | 2005                  |
| Comunidade Valenciana | Espanha              | 2005-2006             |
| Naturino-Sapore di Mare/Aurum Hotels | Suíça / Itália       | 2005-2007             |
| MrBookmaker-Sport Tech/Unibet.com | Bélgica/ Suécia      | 2005-2007             |
| Agritubel | França               | 2005-2009             |
| Barloworld | Reino Unido          | 2005-2009             |
| Team L.P.R./LPR Brakes-Ballan/LPR Brakes-Farnese Vini                                                                                          | Suíça / Irlanda      | 2005-2009             |
| Shimano-Memory Corp/Skil-Shimano/Project 1t4i/Team Argos-Shimano                                                                               | Países Baixos        | 2005-2012             |
| Acqua & Sapone | Itália               | 2005-2012             |
| Ceramica Panaria-Navigare/CSF Group-Navigare/Colnago-CSF Inox/Bardiani Valvole-CSF Inox/Bardiani CSF                                           | Itália/ Irlanda      | 2005-2015             |
| Landbouwkrediet-Colnago/Landbouwkrediet-Tönissteiner/Landbouwkrediet-Colnago/Landbouwkrediet/Landbouwkrediet-Euphony/Crelan-Euphony            | Bélgica              | 2005-2013             |
| Chocolade Jacques-T Interim/Chocolade Jacques-Topsport Vlaanderen/Topsport Vlaanderen/Topsport Vlaanderen-Mercator/Topsport Vlaanderen-Baloise | Bélgica              | 2005-2015             |
| Grupo Nicolás Mateos/Contentpolis | Espanha              | 2006-2009             |
| Andalucía-Paul Versam/Andalucía-CajaSur/Andalucía Caja Granada/Andalucía                                                                       | Espanha              | 2005-2012             |
| Tinkoff Credit Systems | Itália               | 2007-2008             |
| Karpin Galicia/Xacobeo Galicia | Espanha              | 2007-2010             |
| Veranda´s Willems/Veranda´s Willems-Accent/Accent Jobs-Willems Veranda's/Accent Jobs-Wanty/Wanty-Groupe Gobert                                 | Bélgica              | 2008-2015             |
| Ceramica Flaminia/Ceramica Flaminia-Bossini Docce                                                                                              | Itália/ Irlanda      | 2006-2010             |
| Cervélo Test Team | Suíça                | 2009-2010             |
| Vacansoleil Pro Cycling Team | Países Baixos        | 2009-2010             |
| ISD-Neri/Farnese Vini-Neri Sottoli/Vini Fantini-Selle Italia/Neri Sottoli/Southeast                                                            | Itália · Reino Unido | 2009-2015             |
| Besson Chaussures-Sojasun/Saur-Sojasun/Sojasun                                                                                                 | França               | 2009-2013             |
| Androni Giocattoli/Androni Giocattoli-Serramenti PVC Diquigiovanni/Androni Giocattoli/Androni Giocattoli-C.I.P.I./Androni Giocattoli-Venezuela | Itália               | 2010-2015             |
| Cofidis, Le Crédit par Téléphone/Cofidis, le Crédit en Ligne/Cofidis, Solutions Crédits                                                        | França               | 2010-2015             |
| Bbox Bouygues Telecom/Team Europcar | França               | 2010-2013             |
| Caja Rural/Caja Rural-Seguros RGA | Espanha              | 2010-2015             |
| Team NetApp/Team NetApp-Endura/Bora-Argon 18                                                                                                   | Alemanha             | 2010-2015             |
| CCC Polsat Polkowice/CCC Sprandi Polkowice | Polónia              | 2010-2011 e 2013-2015 |
| FDJ | França               | 2011                  |
| Geox-TMC | Espanha              | 2011                  |
| Bretagne-Schuller/Bretagne-Séché Environnement                                                                                                 | França               | 2011-2015             |
| RusVelo | Rússia               | 2012-2015             |
| IAM Cycling | Suíça                | 2013-2014             |
| Cult Energy Pro Cycling | Dinamarca            | 2015                  |
| Nippo-Vini Fantini | Itália               | 2015                  |
| Team Roompot | Países Baixos        | 2015                  |

- Em negrito as equipas em activo dentro da categoria Profissional continental para a temporada de 2015.

Para a lista completa de equipas UCI ProTeam, Profissionais Continentais e Continentais veja-se: Equipas 2015